# 问界M5
问界M5是问界於2022年開始生產的一款电动/增程跨界休旅車。问界M5也是问界的首款車型。 问界M5于2021年12月首次亮相。问界M5智驾版配备1个激光雷达、3个毫米波雷达。